# Зарашув-Кольонія
Зарашув-Кольонія (пол. Zaraszów-Kolonia) — село в Польщі, у гміні Бихава Люблінського повіту Люблінського воєводства.
Населення — 224 особи (2011).

## Демографія
Демографічна структура станом на 31 березня 2011 року:
|          | Загалом | Допрацездатний вік | Працездатний вік | Постпрацездатний вік |
| -------- | ------- | ------------------ | ---------------- | -------------------- |
| Чоловіки | 104     | 22                 | 72               | 10                   |
| Жінки    | 120     | 20                 | 73               | 27                   |
| Разом    | 224     | 42                 | 145              | 37                   |